# Dawie Ackermann
Pour les articles homonymes, voir Ackermann.

a Compétitions nationales et continentales officielles uniquement.

b Matchs officiels uniquement.
Dawid Schalk Pienaar "Dawie" Ackermann, né le 3 juin 1930 à Aliwal North et décédé le 1er janvier 1970 à Johannesburg, est un ancien joueur de rugby international sud-africain. Il évolue au poste de troisième ligne aile.

## Carrière
Il dispute son premier test match le 20 août 1955 contre les Lions britanniques. L'année suivante il est retenu pour deux matchs pour affronter les Wallabies. Les Sud-africains se déplacent en Nouvelle-Zélande, il joue deux fois contre les All Blacks.
Il fait partie de l'équipe des Springboks de 1958 qui affrontent les Français dans une série historique pour les Bleus. 
Il effectue sa carrière au sein de la province de la Western Province.

## Palmarès
- 8 sélections
- 1 essai, 3 points
- Sélections par saison : 3 en 1955, 4 en 1956, 1 en 1958.